# Balgstädt
Balgstädt è un comune di 1 078 abitanti della Sassonia-Anhalt, in Germania.

Appartiene al circondario del Burgenland ed è parte della Verwaltungsgemeinschaft Unstruttal.

## Geografia antropica

### Suddivisioni amministrative
Il territorio comunale si divide in 6 zone (Ortsteil), corrispondenti al centro abitato di Balgstädt e a 5 frazioni:
- Balgstädt (centro abitato)
- Burkersroda
- Dietrichsroda
- Größnitz
- Hirschroda
- Städten